# Col·lectiu d'Obrers en Lluita
El Col·lectiu d'Obrers en Lluita (COLL) fou un sindicat nacional i de classe dels Països Catalans, impulsat pel Partit Socialista d'Alliberament Nacional-provisional (PSAN-p). Els seus orígens es remunten al març del 1976 quan un grup de treballadors independentistes del Baix Llobregat, afiliats a Comissions Obreres, impulsà el butlletí Obrers en lluita. El gener del 1977 tingué lloc la primera assemblea general del COLL, amb nuclis barcelonins, lleidatans i mallorquins, i que comptà amb la participació de Jordi Arquer i Saltor. El setembre d'aquell mateix any es consumà el trencament amb les Comissions Obreres. El COLL se centrà sobretot en les terres barcelonines i en els treballadors de l'Ensenyament (van dur a terme protestes contra la llei d'educació que impulsava la UCD). En 1979 va morir accidentalment mentre manipulava un explosiu Fèlix Goñi i Roura, militant del PSAN-Provisional i del COLL. El 1987 s'integrà en la Coordinadora Obrera Sindical, propera al sector del Moviment de Defensa de la Terra pròxim a l'estratègia del Front Patriòtic i el PSAN.